# 箭药藤
箭药藤（学名：Tylophora hirsutum）为夹竹桃科娃儿藤属的植物。分布在尼泊尔、印度以及中国大陆的四川、云南等地，生长于海拔700米至1,300米的地区，多生于山地密林、灌木丛中或常缠绕树上，目前尚未由人工引种栽培。